# Ludwig Ehrhardt (Unternehmer)
Ludwig Ehrhardt (* 17. September 1838 in Mutterstadt; † 30. September 1905 in Saarbrücken) war ein deutscher Maschinenbauingenieur und Unternehmer.

## Leben
Nach dem Besuch der Polytechnischen Schule Augsburg arbeitete Ludwig Ehrhardt in technischen Büros von Maschinenfabriken in Augsburg und Gleisweiler. 1860 baute er seine erste Dampfmaschine, die in Kaiserslautern ausgestellt wurde. Von 1861 bis 1876 war er bei der Dingler’schen Maschinenfabrik in Zweibrücken beschäftigt, zuletzt als Oberingenieur.
Auf der Pariser Weltausstellung 1867 präsentierte er seine Dampfmaschine mit Expansionssteuerung, wofür ihm die Silberne Gedenkmünze verliehen wurde. 1873 erhielt er auf der Wiener Weltausstellung mit der Präsentation seiner Verbundmaschine mit Kondensation ein Ehrendiplom.
Im Februar 1876 gründete er gemeinsam mit Theodor Sehmer die Maschinenfabrik Ehrhardt & Sehmer, die im Lauf der Zeit erheblich expandierte. Als das Unternehmen dampfgetriebene Wasserhaltungs-Pumpen für den Bergbau herstellen konnte, kamen Großaufträge durch Bergwerksgesellschaften. Nach einer erneuten Ausweitung des Werks wurde 1895 eine Gießerei gebaut. Im Jahr darauf folgte die Umwandlung des Unternehmens in eine Gesellschaft mit beschränkter Haftung (GmbH). Zu der Zeit wurden 700 Mitarbeiter beschäftigt.
Ehrhardt war verheiratet mit Friederike Engelmann. Aus der Ehe stammt der Sohn Theodor (1875–1952).

## Ehrungen
- 1904: Ehrendoktorwürde der Ingenieurwissenschaften (Dr.-Ing. E. h.) der Technischen Hochschule Darmstadt